# Naduvaneri
Naduvaneri es una ciudad censal situada en el distrito de Salem en el estado de Tamil Nadu (India). Su población es de 8485 habitantes (2011). Se encuentra a 16 km de Salem y a 44 km de Erode.

## Demografía
Según el censo de 2011 la población de Naduvaneri era de 8485 habitantes, de los cuales 4463 eran hombres y 4022 eran mujeres. Naduvaneri tiene una tasa media de alfabetización del 67,09%, inferior a la media estatal del 75,99%: la alfabetización masculina es del 77,66%, y la alfabetización femenina del 57,34%.